# Miss Mundo 1975
Miss Mundo 1975 foi a 25ª edição do concurso de beleza feminino de Miss Mundo. O certame idealizado pelo presidente da Mecca Leisure Group, Eric Douglas Morley, foi realizado no dia 20 de novembro de 1975. Tendo como palco o Royal Albert Hall, o concurso reuniu sessenta e sete (67) candidatas - dez a mais que no ano anterior - de diferentes países. A vencedora do certame foi representante de Porto Rico, Wilnelia Merced, coroada por sua antecessora, Miss Mundo 1974, Anneline Kriel. O evento deste ano completou 25 anos, o jubileu de prata reuniu diversas vencedoras dos anos anteriores para completar a celebração. 

## Concurso

### 25ª Edição
Celebrar os primeiros vinte e cinco anos de um projeto é o sonho de qualquer empreendedor. Este ano, o "Jubileu de Prata" do concurso Miss Mundo foi comemorado, Eric e Julia Morley convidaram todas as eleitas entre 1951 e 1974, e tinham em mente a produção de um número musical de abertura com todas elas. Eles modificaram as regras do concurso, proibindo não apenas a participação de mulheres casadas (que já estavam em vigor há vários anos), mas também solteiras que tiveram filhos. Eles também modificaram a cláusula de residência, na qual uma garota poderia representar um país apenas se ela morasse nos últimos cinco anos (anteriormente era apenas um ano). Já no ano anterior eles haviam modificado a coroa, adicionando strass às tiras para torná-la um pouco mais resistente e, ao mesmo tempo, flexível, no entanto, eles quiseram uma nova coroa. Além disso, eles enviaram convites para mais de 80 países para fazer parte dessas comemorações. 
Naquele ano, Julia Morley alcançou o recorde de ter diretores em 79 países e territórios, que originalmente confirmaram sua participação no evento. No entanto, em Chipre não houve concurso nacional após as invasões turcas do ano anterior. Em Madagascar, eles também não realizaram seu evento de beleza e o Equador decidiu enviar sua rainha apenas para o Maja International (na Espanha) por razões financeiras. Enquanto isso, a situação política em Portugal fez com que o concurso fosse cancelado por tempo indeterminado. 
Dois países africanos, Botsuana e Libéria, tiveram problemas com patrocinadores e, embora tenham escolhido suas rainhas da beleza, anunciaram no início de novembro que não estariam representados na edição deste ano. Na Jamaica, o Ministério da Cultura assumiu as rédeas do concurso, querendo dar outro foco ao evento, tendo como prioridade a conscientização cultural, o talento e o desenvolvimento da comunidade. O concurso foi então organizado pelo Comitê do Festival, nomeado pelo Ministério, mudando o nome do evento para "Rainha do Festival da Jamaica". Inicialmente, a vencedora, Lydia Alethia Malcolm, iria para Londres, mas os direitos do concurso na ilha ainda estavam nas mãos dos diretores anteriores, o título então foi conferido à vice-campeã, Pamela Alvaranga. No entanto, o concurso foi cancelado no ano seguinte porque eles não tinham mais os direitos para o envio da candidata e não foi realizado novamente até 1985. O concurso em Honduras não foi realizado porque o Miss Universo seria realizado em El Salvador e os dois países não mantinham relações amigáveis devido à guerra. Mas a organizadora, Norma de Funes, enviou o titular de 1974, Etelinda Mejía, para a disputa londrina. 
Na quinta-feira, 13 de novembro, a Miss Itália, Anna Vitale, teve que deixar o hotel Britannia, local do concurso, e retornar a Milão depois de saber da súbita doença de sua mãe, que só tinha a ela como parente próximo, então a rainha da beleza teve que se retirar do concurso, com a promessa de voltar se sua mãe melhorasse. Isso não aconteceu e os italianos tiveram que enviar uma substituta de emergência. Por outro lado, a Miss África do Sul, Helga Vera Johns, foi oficialmente desqualificada no mesmo dia em que foi descoberto que ela violava as regras do concurso. Foi um jornalista do jornal Daily Mirror que questionou os diretores do certame a tomar uma decisão depois que de saberem que ela havia nascido na Rodésia, um país não reconhecido pelo Reino Unido. Ela nasceu em Salisbury, capital do país, em 10 de abril de 1950, onde viveu a vida inteira e só se mudou para Cidade do Cabo, um ano antes. Por mais que estivesse se estabelecido no País africano, ela estava viajando com um passaporte britânico. No início, Julia Morley ignorou o jornalista e, depois de ser consultada, disse que Vera era sul-africana para todos os efeitos, que havia verificado suas credenciais e que tudo estava correto. "Não haverá controvérsia a menos que você comece uma", disse com raiva. Mas a controvérsia foi comprovada e os Morley's não tiveram escolha a não ser reconhecer a falha e comunicar à garota que ela estava desclassificada. Outra candidata, cuja participação estava por um fio, foi a Miss Cuba, que não morava na ilha, mas em Miami Beach e que fazia parte das centenas de milhares de cubanos que emigraram por causa do comunismo. 
No sábado, 15 de novembro, dez ex-Miss Mundo chegaram à capital britânica para participar das comemorações. Mas quando chegaram ao aeroporto de Heathrow, ninguém as esperava. Elas mesmas tiveram que se ir até o hotel, na Grosvenor Square, onde ficariam hospedadas. Ninguém as recebeu lá também, e também não havia flores de boas-vindas em seus quartos. A sul-africana Penelope Anne Coelen, Miss Mundo 1958, comentou tristemente que "teria sido um bom gesto de boas-vindas". Este ano, representantes de Curaçao, El Salvador, Haiti, Santa Lúcia e Suazilândia estrearam, enquanto Bolívia, Cuba e Uruguai voltaram ao concurso. Após a apresentação das meninas aos jornalistas, as casas de apostas deram novas favoritas: Miss Reino Unido e Estados Unidos lideraram a mesa com chances de 7-1 para ganhar o concurso, seguidas por Cuba e Japão por 10-1, de acordo com a Ladbrokes. A agência de William Hills evidenciou Cuba como a favorita com 7-1 e Miss Austrália em segundo lugar com 10-1. 
Durante o ensaio final, a candidata da Suazilândia foi premiada como a mais fotogênica e a de Singapura como a "Miss Personalidade". Ambas foram premiadas por Vera Johns, a desclassificada da África do Sul (que havia permanecido na disputa como espectadora à convite da organização). Na manhã da quinta-feira, 20, dia da eleição, todas as meninas foram brevemente entrevistadas pelos jurados. Nas primeiras horas da quinta-feira, soube-se da morte do presidente espanhol Francisco Franco, de modo que a Miss Espanha, Olga Fernández, escolheu se retirar como sinal de luto. Os organizadores do concurso disseram que a espanhola de 18 anos estava "muito chateada" com a morte de Franco para aparecer na final. A BBC teve que editar no último minuto seu desfile em traje típico que havia sido gravado na noite anterior. 

### Final
Eric Morley estava ansioso para salvar o prestígio do concurso depois de dois anos cheios de escândalos. Talvez em um esforço para ajudar a garantir uma vencedora adequada, ele decidiu presidir o júri pelo segundo ano consecutivo, uma situação que chocou vários diretores nacionais. Embora ninguém duvidasse de sua honestidade, vários expressaram sua discordância com o anúncio. Geneviève de Fontenay, organizadora do Miss França, exclamou: "A senhora Morley teria sido muito mais aceitável! Todos ficaram surpresos quando descobriram que ele seria novamente o presidente dos juízes." "Agora você se pergunta quem coloca as probabilidades em cada candidata", disse outro diretor. Gunnar Larssen, um fotógrafo de renome internacional e que patrocinou três meninas no concurso, reclamou que Eric tinha "muitos dedos na torta". "Não estou dizendo que o concurso não seja realizado de maneira justa, mas deve ser visto como um concurso justo", acrescentou Larssen. Eric afirmou em defesa própria que não tinha nada a ver com a parte das apostas da Meca e que havia feito tudo ao seu alcance para impedir que continuassem a apostar nas candidatos. "Eu odeio apostas, de verdade", disse, explicando ainda mais por que ele seria o presidente dos juízes novamente: "Não tínhamos um homem experiente que pudesse intervir. A experiência é vital para obter os resultados rapidamente para a televisão". 
Julia Morley desceu as escadas dos bastidores e machucou a perna. Seu vestido de noite, branco por cima, cobria a ferida e, enquanto isso, tentava não mancar demais quando estava no palco. Às 19h55 da quinta-feira, 20 de novembro, um alarde de trombetas para despertar espíritos fracos e apagar pensamentos pessimistas de um possível desastre iminente, anunciava o início da 25ª edição da Miss Mundo no Royal Albert Hall, completamente lotado. Phil Tate e sua orquestra deram a abertura personalizada, seguida pelo Hino Nacional Britânico. Eric Morley deu suas palavras de agradecimento e bem-vindo ao deixar o programa nas mãos do Mestre de Cerimônias, David Vine, 40, um apresentador de esportes da BBC, que substituiu Michael Aspel (que se aposentou). David Vine e seu parceiro Ray Moore foram os que apresentaram as 67 candidatas em ordem alfabética no primeiro show da noite, em trajes de noite. 
Após o desfile do maiô, houve um intervalo de 15 minutos, animado por Phil Tate e sua orquestra, enquanto as jovens voltaram a vestir seus vestidos de noite e Eric Morley contava os votos para determinar quem eram as semifinalistas. Às 21h25, a transmissão do concurso começou nas telas da BBC One, ininterruptamente por 65 minutos. O show começou com o número musical de abertura dado pelos Ralph Tobert Dancers e pelos Mike Sammes Singers, juntamente com a ex-Miss Mundo 1964, a britânica Ann Sidney, que dançou ao som da música com os dançarinos especializados. A princípio, pensava-se que todos as ex-rainhas estavam na abertura, mas a ideia foi descartada porque não havia tempo para ensaiar essa coreografia com todas elas. Após a reunião dos juízes, David Vine apresentou as 15 semifinalistas em seu desfile de noite, que foram nomeadas em ordem alfabética com comentários de Ray Moore. 
David Vine voltou ao palco para anunciar as 7 finalistas, a quem ele entrevistou conforme as nomeava. Dessa vez, ele as chamou aleatoriamente. As 7 finalistas foram: Haiti, Reino Unido, Porto Rico, Iugoslávia, Cuba, Venezuela e Alemanha. A entrevista mais engraçada foi, sem dúvida, a da candidata do Haiti devido à barreira do idioma. No entanto, muitos lamentaram o fato de a técnica de David para entrevistar as competidoras ter sido um pouco "rápida". David Vine também apresentou as dez ex-Miss Mundo convidadas, que estavam sentadas em uma área VIP do teatro. Eles eram: Belinda Green (Miss Mundo 1972 da Austrália), Reita Faria (Miss Mundo 1966 da Índia), Ann Sidney (Miss Mundo 1964 do Reino Unido), Carole Crawford (Miss Mundo 1963 da Jamaica), Rosemarie Frankland (Miss Mundo 1961  do Reino Unido), Corine Rottschäfer (Miss Mundo 1959 da Holanda), Penelope Anne Coelen (Miss Mundo 1958 da África do Sul), Susana Duijm (Miss Mundo 1955 da Venezuela), Denise Perrier (Miss Mundo 1953 da França) e Kiki Håkansson (Miss Mundo 1951 da Suécia, que também fazia parte dos jurados). Susana Duijm prendeu o vestido nos calcanhares e quase caiu quando foi apresentada. Aliás, muitas delas ficaram com raiva por terem imaginado um papel mais significativo no concurso. "Foi uma total perda de tempo", exclamou uma delas. 
Julia Morley subiu ao palco para entregar os prêmios e Eric Morley para anunciar o resultado final em ordem inversa, que foi a seguinte: Em quinto lugar, da Iugoslávia, Lidija Velkovská, que ganhou £ 250; Em quarto, Cuba, Marisela Clark com um prêmio de £ 500; em terceiro lugar, Reino Unido, Vicki Harris com £ 1.000; A vice-campeã foi para a alemã Marina Langner, vencedora de um prêmio de £ 1.500. Todas receberam suas tiaras nos bastidores e seus troféus de prata no palco. Nos bastidores estavam as candidatas do Haiti, Venezuela e Porto Rico, esperando impacientemente e que estavam acompanhadas por um bom grupo de participantes, que apoiavam principalmente a Miss Porto Rico. Então Eric anunciou que a vencedora era... Porto Rico!, tentando esconder seu descontentamento, já que ele havia votado o tempo todo na alemã, que era sua favorita. Ele ficou surpreso que a senhorita Wilnelia Merced, que ele não votou para estar entre as sete primeiras, tenha acumulado votos suficientes dos outros juízes. Talvez eles tenham ficado impressionados com a entrevista final dela e com a falta experiência dela com a culinária britânica. Durante a entrevista, ela respondeu "não entendo" a quase tudo o que David Vine perguntou. Quando questionada pelo mestre de cerimônias se falava inglês, ela disse: "Little English" e quando ele perguntou se ela estava gostando de Londres, ela respondeu a mesma coisa. Quando ele perguntou em espanhol se ela gostava de comida inglesa, ela respondeu: "Sim". 
A vencedora, sua corte e o restante das participantes foram transferidas para a Festa da Coroação, realizada este ano no Grosvenor House Hotel, e onde até os seguranças dançaram com as rainhas da beleza. No evento, os cheques foram entregues a cada uma das vencedoras. As semifinalistas receberam 50 libras cada, enquanto as misses Haiti e Venezuela receberam seus troféus de prata acompanhados por 150 e 100 libras, respectivamente, pelo sexto e sétimo lugar. Esse foi o último ano em que a vencedora foi coroada em maiô. 
Eric confessou posteriormente, que como presidente dos juízes, ele tentou vetar Wilnelia entre as 7 finalistas. Mas seis outros juízes votaram nela e, dentre eles, quatro a colocaram como vencedora enquanto Morley a colocou em sexto lugar. Ele explicou que a Miss Alemanha também teve quatro votos vencedores (incluindo seu voto) e que tanto a Miss Porto Rico quanto a alemã obtiveram o mesmo número de segundos lugares (4 votos cada). Morley foi derrotada pela terceira vez em uma rodada final de desempate, quando a borícua obteve o voto extra de que precisava para se tornar Miss Mundo. "Nunca estive tão longe na minha vida. Meu julgamento foi baseado na experiência internacional em concursos de beleza. Eu não acho que Miss Porto Rico tenha uma figura boa o suficiente para ser Miss Mundo", disse. O "Jubileu de Prata" custou cerca de £ 100.000 libras, mas ainda valeu a pena, a BBC pagou um pacote pelos direitos exclusivos de transmissão e as vendas de ingressos no Royal Albert Hall haviam deixado milhares de libras esterlinas. 

### Campeã
Wilnelia Merced Cruz nasceu no bairro de Cañas em Caguas, Porto Rico, em 12 de outubro de 1957. Filha de Enrique Merced e Delia Cruz. Seus irmãos: Enrique e Elsie Merced Cruz. Wilnelia ganhou seu primeiro concurso de beleza aos oito anos de idade. Aos 16 anos, já estava trabalhando como modelo em Nova York. Ela também fez muitos comerciais de televisão antes de ser proclamada "Miss Mundo de Porto Rico 1975" através de um casting fotográfico. Naquela época, sua mãe decidiu pedir um empréstimo em uma empresa financeira para enviar sua filha para participar do concurso em Londres. Sua mãe não pôde ir porque o dinheiro não era suficiente. 
"Cheguei a Londres com 7 malas, incluindo uma mala de madeira que levava duas pessoas para transportar quando cheguei em Londres. Nada que eu carregava era realmente meu (a maioria de suas roupas era do estilista porto-riquenho Osvaldo Morales). No final, minha mãe teve que pagar minhas passagens.", disse Wilnelia. Ela não falava inglês e ainda era uma garota ingênua, mas inteligente, como demonstrou quando pensou em quebrar os estereótipos de maiôs brancos e vestir um com o design da Zebra que ela viu na vitrine da loja Lilly Whites. "Comentei com minha acompanhante, Teresa Gómez, que se de uma distância em que estivéssemos na rua aquele maiô pudesse ser distinguido, teria o mesmo efeito no palco". Depois de ter ganho o certame, foi recebida em Porto Rico em 25 de novembro e depois retornou a Londres para cumprir seus compromissos. O seu triunfo lhe rendeu tanto trabalho como modelo que enriqueceu os cofres do Miss World Organization como modelo para grandes estilistas mundiais - até trabalhou em Paris - e só conseguiu viajar para seu País-natal duas vezes em seu ano de reinado. Ela foi a primeira porto-riquenha e a única até 2016 a conquistar o título. 
Ela viajou extensivamente durante 1976 e foi convidada a El Salvador pelo governo militar salvadorenho antes da guerra civil. Wilnelia se apaixonou pela Inglaterra, um lugar que mais tarde chamaria de lar. Depois de entregar sua coroa, ela foi contratada pela Ford Models em Nova York e modelou para designers internacionais como Yves Saint Laurent, Valentino e Dior. Em 1978, um cartaz gigante de Wilnelia Merced foi exibido na Times Square. Ela foi apresentada ao artista de televisão britânico Bruce Forsyth na gala do Miss Mundo 1980. O casal se apaixonou e se casou em Nova York no sábado, 15 de janeiro de 1983. Bruce tinha 54 anos na época. Enquanto ainda era uma figura pública em Porto Rico, Wilnelia se aposentou da carreira de modelo após seu casamento com Forsyth. Seu único filho, Jonathan Joseph "JJ", nasceu em 10 de novembro de 1986. 
Wilnelia foi a vencedora da Miss Mundo, que foi convidada mais vezes como jurada do concurso. Fez este trabalho nas edições de 1976, 1980, 1983, 1990, 1999, 2005, 2006, 2008, 2013, 2016 e 2019. Além disso, acompanhou o marido Bruce, que julgava o Miss Mundo 1995 em Sun City, África do Sul como convidado especial. Ela também participou das edições de 2007 e 2011 como convidada especial. Em 1994, em gratidão por sua boa ação, foi criado a Wilnelia Forsyth Foundation Inc. Wilnelia afirma que, durante a infância, aprendeu que a ajuda começa no coração e que seu coração sempre esteve em Porto Rico. Com o lema "Reconstruindo vidas", a fundação ajuda crianças carentes em Porto Rico e em outros países, para os quais organiza danças de caridade. Em junho de 2011, se tornou a primeiro porto-riquenho da nobreza britânica, depois que seu marido, Bruce Forsyth, recebeu a honra de "Cavaleiro da Medalha da Ordem Britânica", que confere o título de "Senhor". Em 2016, um salão com seu nome foi inaugurado na prefeitura de Caguas. Wilnelia permaneceu casada com Bruce até se tornar viúva em 18 de agosto de 2017. Sua mãe Delia é presidente do concurso "Miss Mundo de Porto Rico" desde 1996. Formada em arte, ela atualmente mora com o filho em Wentworth Estate, Surrey, Inglaterra. 

## Resultados
| Posição                 | País e Candidata |
| Vencedora               | - Porto Rico - Wilnelia Merced |
| 2º. Lugar               | - Alemanha - Marina Langner |
| 3º. Lugar               | - Reino Unido - Vicki Harris |
| 4º. Lugar               | - Cuba - Marisela Clark |
| 5º. Lugar               | - Iugoslávia - Ladija Verkovská |
| 6º. Lugar               | - Haiti - Joelle Apollon |
| 7º. Lugar               | - Venezuela - María Conchita Alonso |
| (TOP 15) Semifinalistas | - África do Sul - Rhoda Rademeyer - Austrália - Anne Davidson - Finlândia - Leena Vainio - Índia - Anjana Sood - Líbano - Ramona Karam - Maurício - Mariella Sik-Sun - Santa Lúcia - Sophia Omer - Uruguai - Carmen Abal |

     Colocação não-oficial, revelada posteriormente ao final do evento.

### Prêmios especiais
Prêmios dados antes da final do concurso, nos ensaios finais: 
| Prêmio             | País & Candidata              |
| Miss Fotogenia     | - Suazilândia - Vinah Mamba   |
| Miss Personalidade | - Singapura - Maggie Sim Siew |

## Jurados
Ajudaram a definir a campeã: 
1. Oliver Reed, ator;
2. John Conteh, boxeador;
3. Nyree Dawn Porter, atriz;
4. Eric Morley, idealizador do concurso Miss Mundo;
5. Sir James Mancham, primeiro ministro de Seicheles;
6. Richard Johnson, ator, escritor e produtor;
7. Kiki Håkansson, Miss Mundo 1951;
8. Linda Lewis, cantora;
9. Susan George, atriz;

## Candidatas
Disputaram o título este ano: 
| - África do Sul - Rhoda Rademeyer - Alemanha - Marina Langner - Argentina - Lilian Noemí De Asti - Aruba - Cynthia Marlene Bruin - Austrália - Anne Davidson - Áustria - Rosemarie Holzschuh - Bahamas - Ava Marilyn Burke - Barbados - Peta Hazel Greaves - Bélgica - Christine Delmelle - Bermudas - Donna Louise Wright - Bolívia - Maria Monica Guardia - Brasil - Zaída Costa - Canadá - Normande Jacques - Colômbia - Amanda Amaya Correa - Coreia do Sul - Lee Sung-hee - Costa Rica - Maria Mayela Bolaños Ugalde - Cuba - Marisela Maxie Clark - Curaçao - Elvira Nelly Maria Bakker - Dinamarca - Pia Isa Lauridsen - El Salvador - Ana Stella Comas Durán - Estados Unidos - Annelise Ilschenko - Filipinas - Suzanne Gonzalez - Finlândia - Leena Kaarina Vainio | - França - Sophie Sonia Perin - Gibraltar - Lillian Anne Lara - Grécia - Bella Adamopoulou - Guão - Dora Ann Quintanilla Camacho - Guernsey - Carol Dawn Le Billon - Haiti - Joelle Apollon - Holanda - Barbara Ann Neefs - Honduras - Etelinda Mejía Velásquez - Hong Kong - Teresa Chu Tsui-Kuen - Índia - Anjana Sood - Irlanda - Elaine Rosemary O'Hara - Islândia - Halldora Björk Jonsdóttir - Israel - Atida Mor - Itália - Vanna Bortolini - Iugoslávia - Ladija Verkovská - Japão - Chiharu Fujiwara - Jersey - Susan Maxwell de Gruchy - Líbano - Ramona Karam - Luxemburgo - Marie Thérèse Manderschied - Malásia - Fauziah Haron - Malta - Marie Grace "Margie" Ciantar - Maurício - Mariella Tse Sik-Sun | - México - Blanca Patricia López Esparza - Nicarágua - Maria Auxiliadora Paguaga Mantilla - Noruega - Sissel Gulbrandsen - Nova Zelândia - Janet Andrea Nugent - Peru - Mary Orfanides Canakis - Porto Rico - Wilnelia Merced Cruz - Reino Unido - Vicki Harris - República Dominicana - Carmen Pou - Santa Lúcia - Sophia St Omer - Seicheles - Amelie Lydia Michel - Singapura - Maggie Sim Siew Teen - Sri Lanca - Angela Seneviratne - Suazilândia - Vinah Thembi Mamba - Suécia - Agneta Catarina Magnusson - Suíça - Franziska "Franzi" Angst - Sul da África - Lydia Gloria Johnstone - Tailândia - Raevadee Pattamaphong - Trindade e Tobago - Donna Sandra Dalrymple - Tunísia - Monia Dida - Turquia - Harika Degirmenci - Uruguai - Carmen Abal - Venezuela - María Conchita Alonso |

## Histórico

### Se retirou
- Espanha - Olga Fernández Pérez

### Substituições
- África do Sul - Helga Vera Johns ► Crystal Coopers ► Rhoda Rademeyer

- Finlândia - Merja Helena Tammi ► Leena Kaarina Vainio

- Itália - Anna Vitale ► Vanna Bortolini

### Desistências
- Botsuana - Lucy Mosinyi

- Chile - Raquel Argandoña

- Equador - Karen Bruckman

- Guatemala - Diana Anker Chacón

- Jamaica - Lydia Alethia Malcolm

- Libéria - Aurelia Sancho

- Panamá - Anina Horta Torrijos

- Paraguai - María Angela Monjagata

- Zâmbia - Brenda May